# Cekung
Cekung (egyszerűsített kínai írással: 自贡) prefektúra szintű város Kínában, Szecsuan tartományban. Lakosainak száma 2 489 256 fő (2020).

## Népesség
| 2010 | 2 678 899 |
| 2020 | 2 489 256 |